# كريستيان هولم (سياسي)
كريستيان هولم (بالسويدية: Christian Holm)‏ هو سياسي سويدي، ولد في 22 يوليو 1976. حزبياً، نشط في حزب التجمع المعتدل. وقد انتخب عضو البرلمان السويدي ‏.